# 泰坦尼亚彩蝠
泰坦尼亚彩蝠（学名：Kerivoula titania），一种分布于东南亚中南半岛及中国南方等地区的蝙蝠，隶属于蝙蝠科彩蝠属。

## 形态特征
泰坦尼亚彩蝠前臂长30.16～35.5毫米，颅全长13.9～15.8毫米。背部毛色近灰色，毛基黑色，中间浅灰色，毛尖深灰色；腹部毛基黑色，毛尖稍白略带灰褐色。